# فيلي بوش
فيلي بوش (بالألمانية: Willy Busch)‏ (4 يناير 1907 – 1982) لاعب كرة قدم ألماني راحل كان يجيد اللعب في خط الدفاع .
لعب طوال مسيرته الرياضية في نادي دويسبورغ.
مثل منتخب ألمانيا في 13 مباراة. شارك مع منتخب ألمانيا في بطولة كأس العالم 1934 في إيطاليا حيث احتل المركز الثالث.

## وصلات خارجية
- فيلي بوش على موقع الاتحاد الدولي (مؤرشف)  (الإنجليزية)
- فيلي بوش على موقع قاعدة بيانات كرة القدم.إي يو (الإنجليزية)
- فيلي بوش على موقع بيانات كرة القدم. دي إي (الألمانية)
- فيلي بوش على موقع ناشيونال فوتبول تيمز (الإنجليزية)
- فيلي بوش على موقع Soccerway.com (الإنجليزية)
- فيلي بوش على موقع عالم كرة القدم.نت (الإنجليزية)

- سيرة ذاتية